# Sauce de maïs

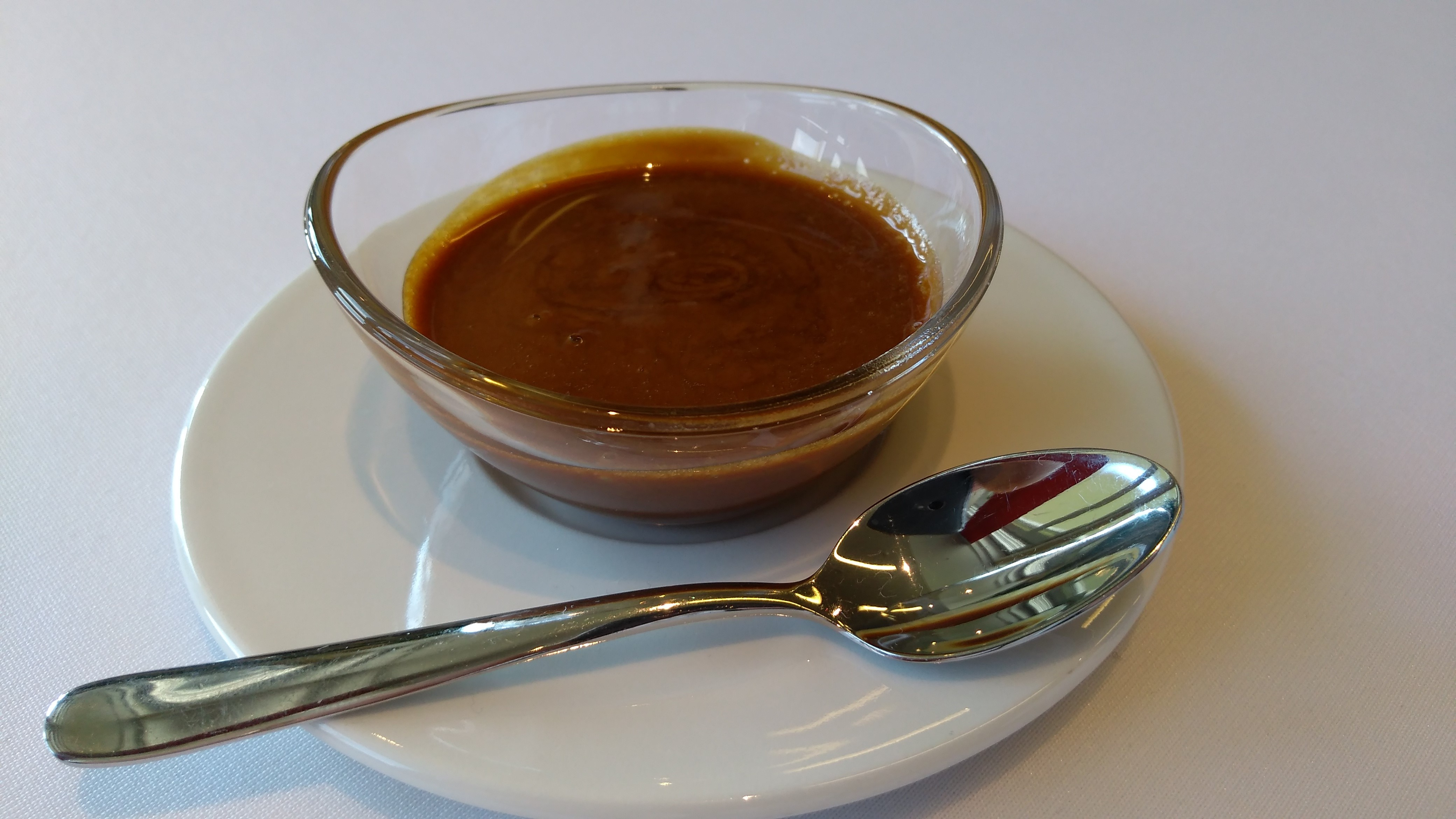
Version claire d’une sauce de maïs (sous forme de pâte)

La sauce de maïs, ou sauce de maïs fermenté est un produit de fermentation utilisant de l’amidon de maïs comme substrat principal. Tout comme la sauce de soja, elle a un goût salé caractéristique. La sauce de maïs est utilisée comme condiment alimentaire et comme ingrédient, sous forme de pâte ou de sauce, pour aromatiser des plats tels que les soupes, les bouillons ou les sauces (brunes).

## Goût et utilisation

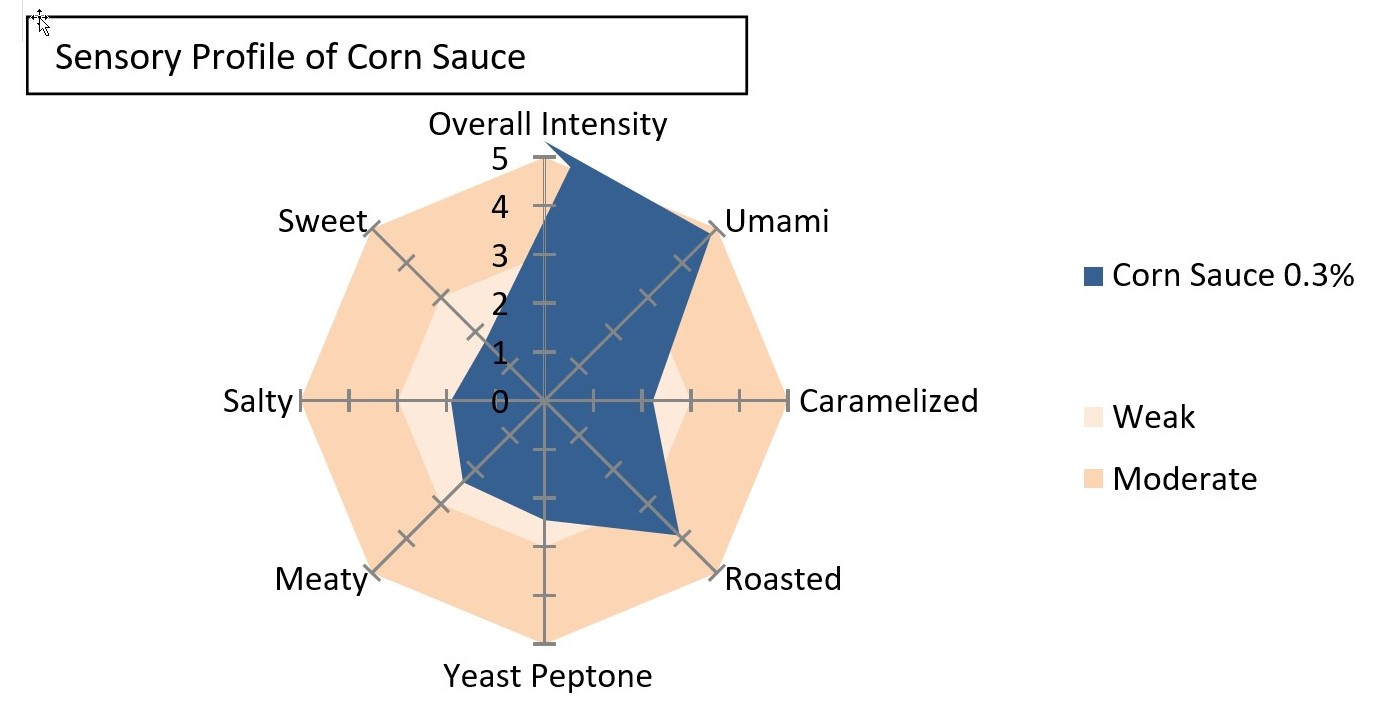
Résultat d’une analyse sensorielle de sauce de maïs par un panel sensoriel entraîné.(anglais)

La sauce de maïs est un mélange d’acides aminés libres et combinés, d’acides organiques et de leurs sels, de produits de la réaction de Maillard, et de minéraux. En analyse sensorielle, la sauce de maïs est décrite comme ayant des caractéristiques salées, dont du "xian" (鲜 en chinois), et des saveurs umami (うま味  en japonais), caramélisées, rôties, carnées, salées et sucrées, et de légères notes de levure.
Le gout des sauces de maïs a fait l’objet de plusieurs recherches. Il en est ressorti que la complexité de son goût résulte de sa composition en sels, métabolites de fermentation, acides aminés, acide acétique, ribonucléotides, peptides courts et glucides. Des glutamyl-dipeptides ont également été identifiés comme une classe de composés enrichisseurs de goût.

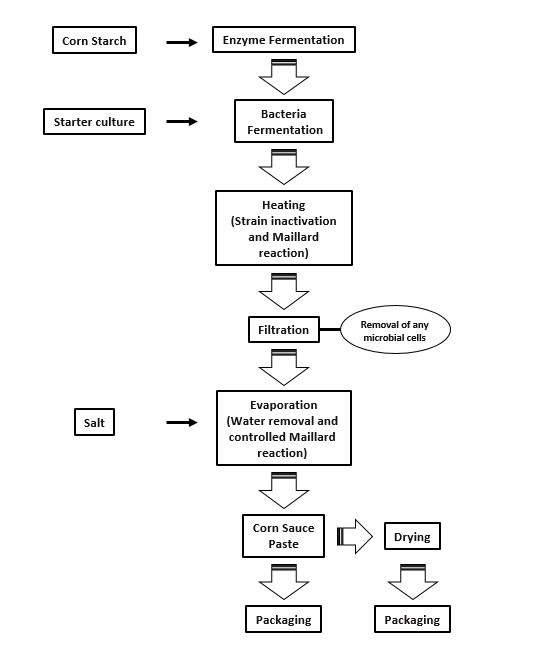
Diagramme de production de la sauce de maïs. (anglaise)

Le gout de la sauce de maïs a conduit à son usage en tant que condiment. Tout comme l’extrait de levure, sauce soja et les protéines végétales hydrolysées, cette sauce arrondit l’arome et le goût.

## Procédé de fabrication
La sauce de maïs est obtenue par fermentation, parfois aussi appelée brassage, de façon comparable à la sauce de soja. Le procédé de fermentation utilise des bactéries de type Corynebacterium. Les paramètres de temps, température et pH de la fermentation sont gardés sous contrôle. Après fermentation, l’infusion ainsi obtenue passe par une étape de cuisson afin de détruire les micro-organismes fermentants et provoquer une réaction de Maillard contrôlée. La masse cellulaire est ensuite retirée par filtration, puis l’infusion est filtrée afin d’obtenir une pâte et créer de nouveaux produits de la réaction de Maillard. Pendant l’évaporation, du sel est ajouté afin d’améliorer la stabilité bactérienne. Dans le cas où l’on cherche à obtenir un produit en poudre, il faut ajouter à cela une étape de séchage.

## Composition
La sauce de maïs contient un mélange de plusieurs composants, dont des métabolites de fermentation, des acides aminés, des minéraux et des sels. Des composés aux propriétés aromatiques et colorantes sont générés par la réaction de Maillard au cours des étapes de fermentation, de cuisson et de séchage. L’acide glutamique, l’alanine et la proline sont les acides animés présents en majorité dans la sauce de maïs. On y trouve également des ribotides, des sucres, des acides organiques et des γ-glutamyl-dipeptides, métabolites connus pour leurs propriétés de modulation du goût.

## Étiquetage
Sur les étiquettes, la sauce de maïs est appelée « sauce de maïs » ou « sauce de maïs fermentée », et précise les ingrédients (amidon de maïs, eau, sel).

## Sûreté alimentaire
La fermentation alimentaire employant des bactéries de type Corynebacterium est largement utilisée à travers le monde. À ce titre, sa sûreté et son acceptance mondiale sont assurés,. La question de la toxicité de la sauce de maïs a été démentie par des études toxicologiques.